# Moorabool River
Moorabool River är ett vattendrag i Australien. Det ligger i delstaten Victoria, omkring 68 kilometer sydväst om delstatshuvudstaden Melbourne.
Trakten runt Moorabool River består till största delen av jordbruksmark. Runt Moorabool River är det ganska glesbefolkat, med 48 invånare per kvadratkilometer. Genomsnittlig årsnederbörd är 744 millimeter. Den regnigaste månaden är juni, med i genomsnitt 113 mm nederbörd, och den torraste är januari, med 31 mm nederbörd.